# Онлајн банкарска електронска плаћања
Онлајн банкарска електронска плаћања представљају облик финансијских трансакција који омогућава клијентима да обављају плаћања преко Интернета, користећи банкарске апликације или платформе. Овај вид плаћања подразумева сигурну размену финансијских података између клијента, банке и других финансијских институција, уз употребу различитих технолошких решења за верификацију идентитета и заштиту информација. Онлајн банкарска електронска плаћања укључују трансакције као што су пренос новца, плаћање рачуна, куповина производа и услуга, као и примање уплата, све без употребе папирне документације.
Онлајн банкарство јесте обављање банкарских трансакција директном везом клијента и банке уз помоћ специјализованог софтвера. Неопходан је посебан софтвер инсталиран на клијентовом рачунару са којег се једино и могу обављати трансакције и на којем ће се налазити подаци о извршеним променама. 
Електронска плаћања се односе на финансијске трансакције које се обављају без папирних докумената, као што су рецимо папирни чекови. Банке стичу све чвршће упориште у овом новом, вируелном свету, користећи трошковну ефикасност информационе инфраструктуре Интернета за аутоматизацију најситнијих трансакцијa. 

## Учесници у процесу електронског плаћања
У процесу онлајн банкарског електронског плаћања учествују:
1. Корисник картице - склапа уговор са банком и од ње добија картицу. Обавезан је да код банке има текући динарски и девизни рачун (девизни рачун треба да има само ако се користи и у иностранству).
2. Трговац - склапа уговор са банком принципалом о пријему њених картица. Може имати већи број уговора са различитим принципалима што значи да може примати више различитих картица. Склапа уговор са провајдером преко кога је повезан на Интернет. Може се десити да су провајдер и трговац иста фирма. Такође, склапа уговор са процесором.
3. Провајдер - склапа уговоре са процесором и са трговцем или трговцима, уколико је већи број трговаца код једног провајдера.
4. Процесор - склапа уговоре са банкама, провајдерима и трговцима.
5. Банка - склапа уговоре са процесором, трговцима и корисницима картица.

## Плаћања путем Интернета
Банкарске трансакције путем Интернета представљају један вид електронског плаћања. У електронско плаћање се могу сврстати сви процеси плаћања који не укључују физички новац - новчанице, кованице. Прве овакве трансакције су вршене у хибридном моду, делом путем телефонских мрежа и делом путем Интернета. Данас је електронско плаћање део наше свакодневнице, као што су коришћење АТМ апарата, кредитних или дебитних картица. Електронски системи, који успешно повезују појединце или организације, врше размену информација и преносе новчану вредност са једне стране на другу, могу значајно да убрзају процес плаћања, повећају исплативост, побољшају праћење и транспарентност трансакција.
За банке које нуде опције плаћања електронским путем, највећи изазов јесте спречити потенцијалне крађе и упаде, осигурати безбедне трансакције и спречити ширење поверљивих података. Са даљим развојем технологије и информисањем људи, очекује се да ће ова врста плаћања преовладати, иако тренутно проблем са сигурношћу као и неповерљивост шире јавности, посебно старије популације, тај процес успоравају. Као и остале услуге које пружа електронско банкарство, тако и плаћања електронским путем пружају могућност вршења трансакција 24 сата дневно. 

## Типови електронских система плаћања на Интернету
Електронски системи плаћања морају бити згодни за куповину на Интернету, преносиви кроз мрежу, довољно јаки да спрече електронске сметње и трошковно исплативи за јако мале вредности трансакција.
Електронски системи плаћања на Интернету се могу поделити у неколико различитих категорија:
1. Системи базирани на електронском кешу - електронски кеш је нови концепт у систему електронских плаћања који покушава да замени папирни новац. У системе плаћања који су засновани на електронском кешу убрајају се: E-cash, NetCash, PayMe, Mondex и VisaCash.
2. Системи у којима се плаћање обавља помоћу платних картица - паметна картица је пластифицирана картица која има уграђени чип са интегрисаним колом. Може да служи као идентификациона картица за доказивање идентитета њеног власника, али такође се може користити као кредитна, односно дебитна картица која омогућава извршавање off-line трансакција. Системи платних картица су били у употреби неколико деценија пре појаве Интернета. Међутим, они су се показали као технички веома погодно решење и за обављање платних трансакција на Интернету. Корисници су на тај начин у могућности да готово тренутно изврше плаћање директно са свог банкарског рачуна. Плаћање платним картицама на Интернету се обавља тако што се посредством Интернет платних процесора налози за плаћањем са Интернет странице упућују кроз систем платних картица ка банци у којој се налази рачун купца. Након избора производа који су предмет Интернет куповине, тј. попуњавања виртуелне потрошачке корпе на Интернет сајту трговца, купац се преусмерава на Итернет страницу платног процесора трговца, где се уносе подаци о платној картици (број картице, датум важноси и код за верификацију картице). Платни процесори помоћу посебних електронских система омогућавају да се налози за плаћањем упућени са странице трговца, конвертују у стандардне поруке картичних система и пошаљу кроз системе платних картица. На тај начин је омогућено задуживање банкарског рачуна купца у корист рачуна трговца.
3. Системи плаћања засновани на финансијском посредовању - на Интернету постоје сервиси који обављају фунцкију финансијских посредника приликом Интернет плаћања. Потрошачи се региструју и отварају корисничке налоге, при чему се врши избор корисничког имена и лозинке. Затим се дефинишу методе плаћања (помоћу платне картице или директно са банкарског рачуна) и валута у којој корисник жели да обавља плаћање. Најпознатији финансијски посредници који воде виртуалне рачуне са могућношћу депоновања и трансфера новца су: PayPal Payments Pro, Amazon payments и Google Pay.
4. Системи плаћања засновани на електронским чековима - електронски и папирни чек садрже исте информације, базирани су на идентичним правним основама и користе се за исте намене. Mеђутим, основне погодности које пружа овај електронски начин плаћања су следеће: уравнотежује платни систем, уклапа се у постојећу банкарску праксу, функционише на исти начин као и папирни чек само у електронској форми и са мање потребних корака, направљен је да одговори потребама банака и корисника њихових услуга користећи најновије методе техничког обезбеђења сигурности и могу да га користе сви који имају већ отворен текући рачун.

## Мобилно банкарство
Mобилно банкарство представља нов канал који омогућава плаћање путем мобилног телефона, таблета и других уређаја који су опремљени специјалним софтвером за мобилни приступ Интернету. Најновија генерација мобилних уређаја такозваних паметних телефона, који поседују могућност повезивања на Интернет, омогућавају клијентима да приступе банци и изврше жељене трансакције. Мобилном технологијом банка омогућава клијентима контролу над сопственим трансакцијама, а највећа предност се огледа у мобилности (комуникацији било где и било кад) и у једноставној употреби.
Мобилно банкарство обезбеђује повећање продаје и смањење трошкова за банку. Циљ сваке банке је смањење трошкова по трансакцији, како би банка остварила већи профит, али и како би клијенти имали мање трошкове. Истраживања показују да су трошкови по трансакцији највећи уколико се обављају у експозитури банке, а најнижи у случају коришћења онлајн банкарства.